# Station Weston Milton
Weston Milton is een spoorwegstation van National Rail in Weston-super-Mare, North Somerset in Engeland. Het station is eigendom van Network Rail en wordt beheerd door Great Western Railway. 